# Futebolista do Ano no Japão
O prêmio de Futebolista do Ano no Japão  é dado ao melhor jogador do ano da J. League.

## Resultados
| Ano  | Jogador               | Clube                | País       |
| ---- | --------------------- | -------------------- | ---------- |
| 1993 | Kazuyoshi Miura       | Verdy Kawasaki       | Japão      |
| 1994 | Pereira               | Verdy Kawasaki       | Brasil     |
| 1995 | Dragan Stojković      | Nagoya Grampus Eight | Iugoslávia |
| 1996 | Jorginho              | Kashima Antlers      | Brasil     |
| 1997 | Dunga                 | Júbilo Iwata         | Brasil     |
| 1998 | Masashi Nakayama      | Júbilo Iwata         | Japão      |
| 1999 | Alessandro dos Santos | Shimizu S-Pulse      | Japão      |
| 2000 | Shunsuke Nakamura     | Yokohama F. Marinos  | Japão      |
| 2001 | Toshiya Fujita        | Júbilo Iwata         | Japão      |
| 2002 | Naohiro Takahara      | Júbilo Iwata         | Japão      |
| 2003 | Emerson               | Urawa Red Diamonds   | Brasil     |
| 2004 | Yuji Nakazawa         | Yokohama F. Marinos  | Japão      |
| 2005 | Araújo                | Gamba Osaka          | Brasil     |
| 2006 | Marcus Tulio Tanaka   | Urawa Red Diamonds   | Japão      |
| 2007 | Robson Ponte          | Urawa Red Diamonds   | Brasil     |
| 2008 | Marquinhos            | Kashima Antlers      | Brasil     |
| 2009 | Mitsuo Ogasawara      | Kashima Antlers      | Japão      |
| 2010 | Seigo Narazaki        | Nagoya Grampus       | Japão      |
| 2011 | Leandro Domingues     | Kashiwa Reysol       | Brasil     |
| 2012 | Hisato Satō           | Sanfrecce Hiroshima  | Japão      |

## Vitórias por clubes
| # | Clube        | Ganhadores |
| - | ------------ | ---------- |
| 1 | Jubilo       | 4          |
| 2 | Antlers      | 3          |
| 2 | Red Diamonds | 3          |
| 3 | Verdy        | 2          |
| 3 | F Marinos    | 2          |
| 4 | Grampus      | 2          |
| 4 | Gamba        | 1          |
| 4 | S-Pulse      | 1          |

## References
1. ↑  «Ｊリーグアウォーズ». Consultado em 16 de janeiro de 2011. Arquivado do original em 15 de março de 2011